# لیفولد ساوت (تگزاس)
لیفولد ساوت (به انگلیسی: Lyford South) یک منطقهٔ مسکونی در ایالات متحده آمریکا است که در شهرستان ویلسی، تگزاس واقع شده‌است. لیفولد ساوت ۰٫۵ کیلومتر مربع مساحت و ۱۷۲ نفر جمعیت دارد.